# سالي كلارك (كاتبة)
سالي كلارك (بالإنجليزية: Sally Clark)‏ (1953، فانكوفر في كندا)؛ روائية كندية.